# Asthenodipsas
Asthenodipsas es un género de serpientes de la familia Pareatidae. Sus especies se distribuyen por el Sudeste Asiático.

## Especies
Se reconocen las 5 especies siguientes:
- Asthenodipsas laevis (Boie, 1827)
- Asthenodipsas lasgalenensis Loredo, Wood, Quah, Anuar, Greer, Ahmad & Grismer, 2013
- Asthenodipsas malaccanus Peters, 1864
- Asthenodipsas tropidonotus (Lidth De Jeude, 1923)
- Asthenodipsas vertebralis (Boulenger, 1900)